# Poltergay
Poltergay is een Franse horror-komedie uit 2006 geregisseerd door Éric Lavaine.  Hoofdrollen worden onder andere gespeeld door Clovis Cornillac en Julie Depardieu. In België en Frankrijk kwam de film uit op 25 oktober 2006.

## Verhaal
Na meer dan 30 jaar leegstand krijgt een huis nieuwe bewoners: Marc en Emma. Wat zij niet wisten, is dat er onder het huis in de jaren zeventig een homo-discotheek was. Die discotheek werd in 1979 volledig verwoest door een brand die werd veroorzaakt door kortsluiting. De geesten van vijf mannen, wier lichaam nooit werd gevonden, dwalen rond in het huis. Blijkbaar is Marc in staat hen te zien, waardoor Emma denkt dat hij gek is geworden. Daarop besluit zij om Marc te verlaten. Wanneer de geesten zien hoe verdrietig Marc is, besluiten ze om hem te helpen om Emma terug te krijgen.